# Henri-Paul Pellaprat
Henri-Paul Pellaprat, francoski kuhar, pedagog in avtor, * 1869, † 1952.
Pellaprat je začel kuhati pri dvanajstih, njegov talent pa mu je omogočil, da je kasneje vodil kuhinje nekaterih najbolj uglednih restavracij v Franciji. Kasneje je ugotovil, da ga veseli poučevanje, zaradi česar je leta 1895 v Parizu skupaj z Marthe Distel ustanovil kuharsko šolo Le Cordon Bleu. V šoli je poučeval 32 let in v tem času napisal svojo kuharsko knjigo L'Art Cullinaire Moderne, ki je leta 1936 na mednarodni razstavi v Parizu dobila zlato medaljo. Knjiga je bila kmalu prevedena v pet jezikov, ko pa se je pojavila njena angleška različica, poimenovana The Great Book of French Cookery, je takoj dobila sloves najbolj sodobne in najbolj popolne knjige o francoski gastronomiji. Pod njegovim vodstvom je postala Le Cordon Bleu najbolj cenjena kuharska šola na svetu.

## Dela
Njegova knjiga L'Art culinaire moderne, na Slovenskem znana kot  »Veliki Pellaprat« (COBISS) , ki je prvič izšla leta 1935, je postala klasični učbenik francoske in mednarodne kuhinje.
Poleg svoje glavne knjige je napisal še okoli 40 knjig in priročnikov za kuhanje.